# Emilio Estevez Tsai
Emilio Estevez Tsai (Toronto, 10 augustus 1998) is een Taiwanees voetballer van Spaanse afkomst die als middenvelder speelt.

## Carrière
Emilio Estevez werd in Canada geboren als zoon van een Spaanse vader en een Taiwanese moeder. Hij begon met voetballen in de jeugd van Etobicoke Energy Green en Clarkson SC. In 2017 speelde hij voor Sheridan Bruins, het voetbalteam van Sheridan College. Hierna speelde hij in 2018 voor de amateurclubs North Mississauga SC en SC Waterloo Region, en was hij in dat jaar op proef bij Queens Park Rangers FC en Levante UD. In 2019 vertrok hij naar York9 FC, wat op het hoogste niveau van Canada uitkomt. In 2020 vertrok hij naar ADO Den Haag, waar hij een contract voor een seizoen met een optie voor een extra jaar tekende. Zijn periode bij ADO werd geen succes: Na twee wedstrijden in het tweede elftal werd zijn contract na een half jaar ontbonden, waarna hij een half jaar bij de Spaanse amateurclub Ourense CF onder contract stond zonder te spelen. Hierna keerde hij terug naar Canada, waar hij meetrainde met zijn oude club York9 FC, inmiddels York United FC geheten. In 2022 tekende hij bij het Hongkongse Eastern SC. Na een jaar vertrok hij naar competitiegenoot Hong Kong Rangers FC, wat hem direct verhuurde aan Tai Po FC.

### Statistieken
| Seizoen                        | Club                 | Land           | Competitie               | Competitie | Competitie | Beker | Beker | Totaal | Totaal |
| Seizoen                        | Club                 | Land           | Competitie               | Wed.       | Dlp.       | Wed.  | Dlp.  | Wed.   | Dlp.   |
| ------------------------------ | -------------------- | -------------- | ------------------------ | ---------- | ---------- | ----- | ----- | ------ | ------ |
| 2017                           | Sheridan Bruins      | Canada         | College soccer           | 7          | 1          | –     | –     | 7      | 1      |
| 2018                           | North Mississauga SC | Canada         | League1 Ontario          | 8          | 0          | –     | –     | 8      | 0      |
| 2018                           | SC Waterloo Region   | Canada         | CSL                      | 5          | 3          | –     | –     | 5      | 3      |
| 2019                           | York9 FC             | Canada         | Canadian Premier League  | 18         | 1          | 3     | 0     | 21     | 1      |
| 2020                           | York9 FC             | Canada         | Canadian Premier League  | 0          | 0          | 0     | 0     | 0      | 0      |
| 2020/21                        | ADO Den Haag         | Nederland      | Eredivisie               | 0          | 0          | 0     | 0     | 0      | 0      |
| 2020/21                        | Ourense CF           | Spanje         | Tercera División         | 0          | 0          | 0     | 0     | 0      | 0      |
| 2022/23                        | Eastern Sports Club  | Hongkong       | Hong Kong Premier League | 13         | 1          | 11    | 1     | 24     | 2      |
| 2023/24                        | Hong Kong Rangers FC | Hongkong       | Hong Kong Premier League | 0          | 0          | 0     | 0     | 0      | 0      |
| 2023/24                        | → Tai Po FC          | Hongkong       | Hong Kong Premier League | 4          | 0          | 10    | 0     | 14     | 0      |
| Carrièretotaal                 | Carrièretotaal       | Carrièretotaal | Carrièretotaal           | 55         | 6          | 24    | 1     | 79     | 7      |
| Bijgewerkt op 11 februari 2024 |                      |                |                          |            |            |       |       |        |        |

### Interlandcarrière
Emilio Estevez Tsai werd in 2019 voor het eerst geselecteerd voor het Taiwanees voetbalelftal. Hij debuteerde in de WK-kwalificatiewedstrijd tegen Australië op 15 oktober 2019, die met 1-7 werd verloren. Een maand later verloor hij met Taiwan ook ruim van Koeweit en Jordanië, waardoor het land uitgeschakeld werd en zich niet wist te kwalificeren voor het Wereldkampioenschap voetbal 2022.
| Interlands van Emilio Estevez Tsai voor Taiwan | Interlands van Emilio Estevez Tsai voor Taiwan | Interlands van Emilio Estevez Tsai voor Taiwan | Interlands van Emilio Estevez Tsai voor Taiwan | Interlands van Emilio Estevez Tsai voor Taiwan | Interlands van Emilio Estevez Tsai voor Taiwan |
| №                                              | Datum                                          | Wedstrijd                                      | Uitslag                                        | Soort wedstrijd                                | Doelpunten                                     |
| Als speler bij York9 FC                        | Als speler bij York9 FC                        | Als speler bij York9 FC                        | Als speler bij York9 FC                        | Als speler bij York9 FC                        | Als speler bij York9 FC                        |
| ---------------------------------------------- | ---------------------------------------------- | ---------------------------------------------- | ---------------------------------------------- | ---------------------------------------------- | ---------------------------------------------- |
| 1.                                             | 15 oktober 2019                                | Taiwan − Australië                             | 1 – 7                                          | WK 2022 kwalificatie                           | 0                                              |
| 2.                                             | 14 november 2019                               | Koeweit − Taiwan                               | 9 − 0                                          | WK 2022 kwalificatie                           | 0                                              |
| 3.                                             | 19 november 2019                               | Jordanië − Taiwan                              | 5 − 0                                          | WK 2022 kwalificatie                           | 0                                              |
| Als speler bij Ourense CF                      |                                                |                                                |                                                |                                                |                                                |
| 4.                                             | 3 juni 2021                                    | Nepal − Taiwan                                 | 2 − 0                                          | WK 2022 kwalificatie                           | 0                                              |
| 5.                                             | 7 juni 2021                                    | Australië − Taiwan                             | 5 − 1                                          | WK 2022 kwalificatie                           | 0                                              |
| 6.                                             | 15 juni 2021                                   | Taiwan − Koeweit                               | 1 − 2                                          | WK 2022 kwalificatie                           | 0                                              |
| Als speler zonder club                         |                                                |                                                |                                                |                                                |                                                |
| 7.                                             | 7 oktober 2021                                 | Indonesië − Taiwan                             | 2 − 1                                          | Aziatisch Kampioenschap 2023 Kwalificatie      | 0                                              |
| 8.                                             | 11 oktober 2021                                | Taiwan − Indonesië                             | 0 − 3                                          | Aziatisch Kampioenschap 2023 Kwalificatie      | 0                                              |
| Als speler bij Eastern Sports Club             |                                                |                                                |                                                |                                                |                                                |
| 9.                                             | 16 juni 2023                                   | Taiwan − Thailand                              | 2 − 2                                          | Vriendschappelijk                              | 0                                              |
| 10.                                            | 19 juni 2023                                   | Filipijnen − Taiwan                            | 2 − 3                                          | Vriendschappelijk                              | 0                                              |
| Als speler bij Tai Po FC                       |                                                |                                                |                                                |                                                |                                                |
| 11.                                            | 8 september 2023                               | Taiwan − Filipijnen                            | 1 − 1                                          | Vriendschappelijk                              | 0                                              |